# 小松敬治
小松 敬治（こまつ けいじ、1949年 - ）は、日本の航空宇宙工学者。宇宙航空研究開発機構(JAXA)教授。

## 人物・経歴
1949年生まれ。東京大学工学部航空工学科を卒業。1972年より宇宙航空研究開発機構(JAXA)の航空宇宙技術研究所研究員、衝撃研究室長、構造動力学研究室長を歴任し、1983年東京大学大学院博士課程修了（工学博士）。2003年宇宙航空研究開発機構（JAXA）宇宙科学研究本部教授。スペースクラフトの構造に関連する研究を行っている。2015年同機構誉教授となる。

## 主要研究テーマ
液体振動学、構造動力学、シェル構造